# Marcelo Pletsch
Marcelo José Pletsch, né le 13 mai 1976 à Toledo, est un footballeur brésilien.

## Affaire judiciaire
En novembre 2015, Marcelo Pletsch est arrêté par la Police brésilienne à bord d'un camion qui transporte près de 800 kilos de marijuana. Il est condamné en octobre 2016, à neuf ans de prison.